# 바사 박물관

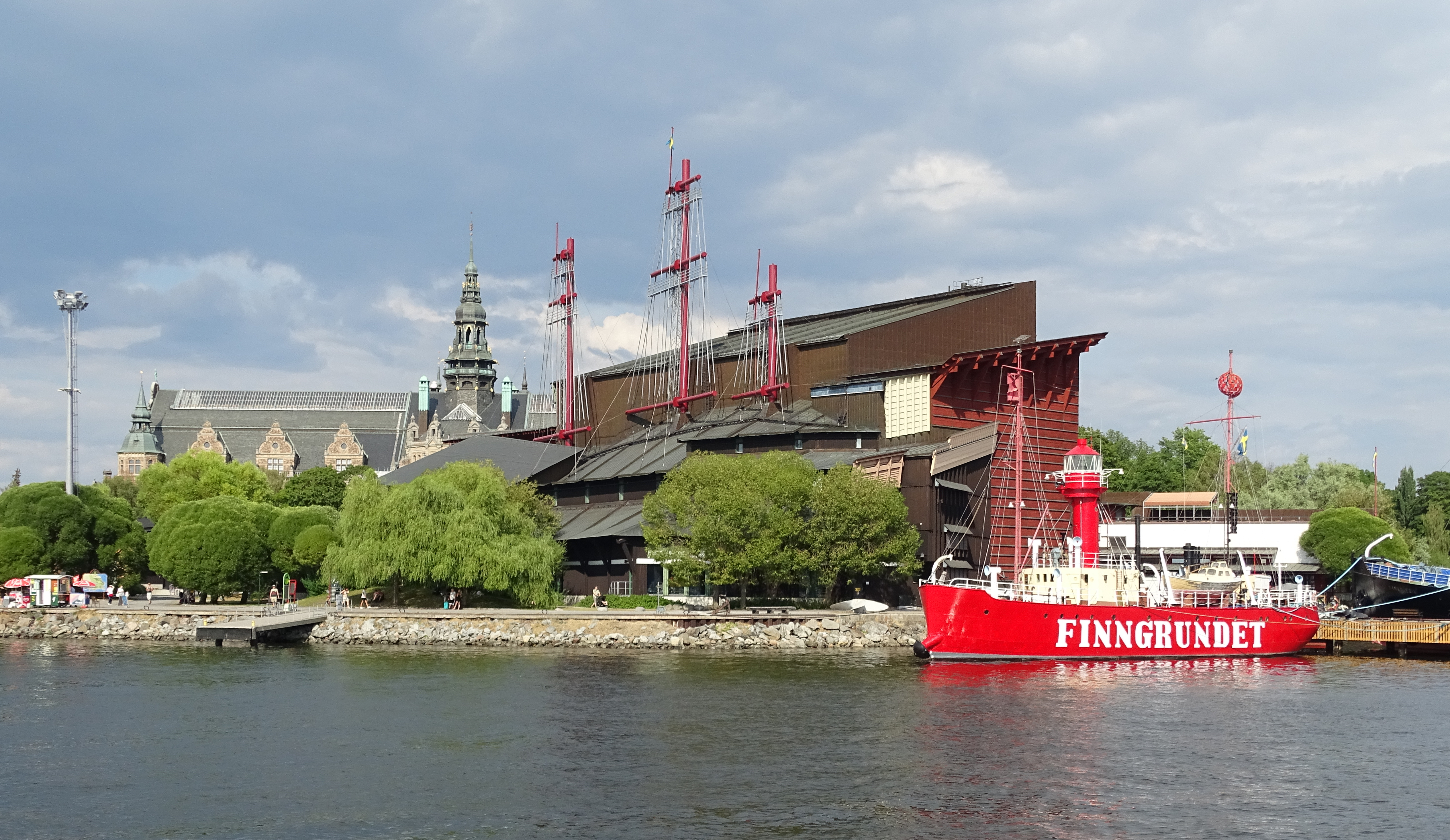
외관

바사 박물관(Vasa Museum)은 스웨덴 스톡홀름에 위치한 해양박물관이다.
바사 왕가의 구스타프 2세가 재위하였던 1625년에 건조되어 1628년 8월 10일 처녀항해 때 침몰한 전함 바사호가 전시된 곳이다. 침몰된 이후 1956년에 발견되어, 그로부터 333년만인 1961년에 스톡홀름 항구에서 인양되었다.스웨덴의 국력을 과시하기 위해 목재로 만들어진 호화 전함으로 침몰한 정확한 이유는 아직 밝혀지지 않고 있다. 총길이 69m, 최대폭 약 11.7m, 높이 52.2m. 배에 실려 있었던 대포나 기구류도 함께 전시되어 있다.